# NGC 1893
NGC 1893 is een open sterrenhoop in het sterrenbeeld Voerman. Het hemelobject werd op 22 januari 1827 ontdekt door de Britse astronoom John Herschel.

## Synoniemen
- IC 410
- OCL 439
- LBN 807